# Болонское таро

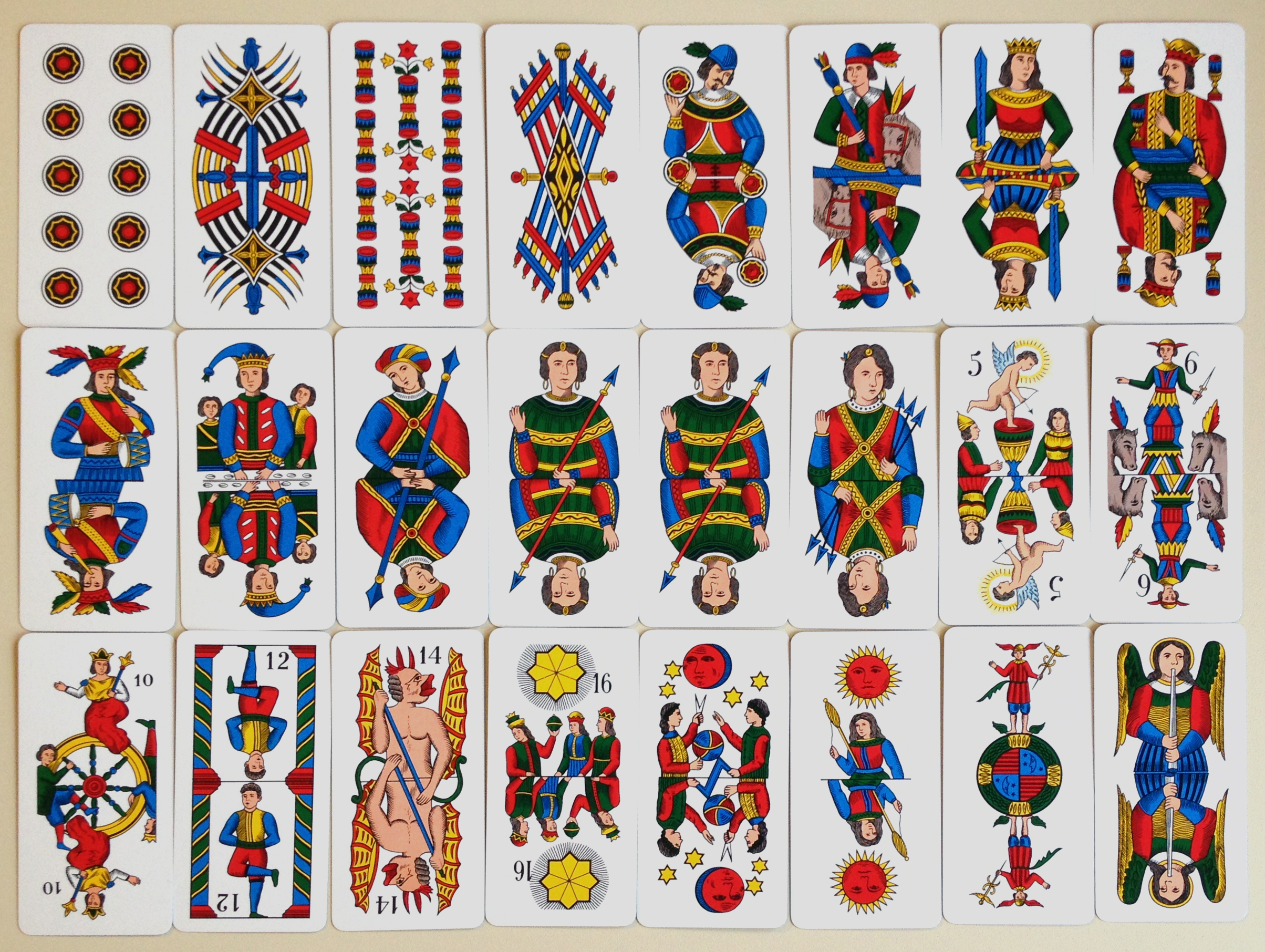
Карты из современной колоды производства итальянской компании Dal Negro

Болонское таро (итал. Tarocco Bolognese) — сокращённый вариант колоды Таро, состоящий из 62 карт. Используется для тароккини и других игр семейства тарокко, но может применяться и для гадания. Название колоды происходит от итальянского города Болонья.

## Состав
Болонское таро, в отличие от традиционной колоды, состоит из 62 карт. Младшие арканы подразделяются на мечи, палицы, кубки и монеты, как в итало-испанской колоде обыкновенных игральных карт. Среди младших арканов отсутствуют числовые карты со значениями от 2 до 5 (как в «русском варианте» французской колоды обыкновенных карт). Старшие арканы, как и в других игровых колодах, включают в себя 21 козырь и Дурака. Однако достоинство козырей варьируется не от 1 до 21, а от 0 до 20. При этом вместо обычных козырей с достоинством от 1 до 4 используются четыре карты равного достоинства, именуемые Маврами. Ещё одна отличительная черта (сохраняется также в сицилийском таро) — старшинство карты Ангел, соответствующей Суду в других колодах, над картой Мир.
| Масти   |         |       |        |         |
| Русский | мечи    | кубки | монеты | палицы  |
| Italian | Spade   | Coppe | Denari | Bastoni |
| Spanish | Espadas | Copas | Oros   | Bastos  |

Индексы присутствуют только на козырях достоинством от 5 до 16. Для нумерации используются арабские цифры. Названия на картах не приводятся.
Во внешнем облике карт прослеживаются черты итальянских колод XV века. Благодаря архаичности колоды последовательности козырей болонского таро и старших арканов марсельского несколько различаются. Соответствие карт представлено в сравнительной таблице:
| Болонское таро     | Болонское таро | Болонское таро  | Болонское таро | Марсельское таро | Марсельское таро |
| Достоинство козыря | Индекс         | Название козыря | Комментарий | Название карты   | Номер карты      |
| ------------------ | -------------- | --------------- | --- | ---------------- | ---------------- |
| 20                 | —              | Ангел           | | Суд              | XX               |
| 19                 | —              | Мир             | Модификация архаичной карты с изображением плывущего в небесах земного шара, охраняемого архангелом. В болонском таро архангел заменён фигурой Меркурия с кадуцеем в руках.                                       | Мир              | XXI              |
| 18                 | —              | Солнце          | Под изображением Солнца расположена женская фигура с длинным веретеном в руках. Типичное представление для ранних феррарских колод.                                                                               | Солнце           | XIX              |
| 17                 | —              | Луна            | Под изображением Луны расположены две фигуры астрономов. Типичное представление для ранних феррарских колод. | Луна             | XVIII            |
| 16                 | 16             | Звезда          | Под изображением звезды расположены три фигуры в одеждах и головных уборах, соответствующих высокому общественному статусу. Существует предположение, что карта символизирует поклонение волхвов младенцу Христу. | Звезда           | XVII             |
| 15                 | 15             | Башня           | На карте изображена разрушающаяся башня, охваченная огнём. Изображение молнии, свойственное более поздним колодам, отсутствует.                                                                                   | Башня            | XVI              |
| 14                 | 14             | Дьявол          | | Дьявол           | XV               |
| 13                 | 13             | Смерть          | | Смерть           | XIII             |
| 12                 | 12             | Изменник        | Архаичное название карты с изображением человека, подвешенного головой вниз. | Повешенный       | XII              |
| 11                 | 11             | Отшельник       | Внешний вид соответствует архаичной карте Время. В руке фигуры нет светильника, зато за спиной есть крылья. | Отшельник        | IX               |
| 10                 | 10             | Фортуна         | | Колесо Фортуны   | X                |
| 9                  | 9              | Сила            | На карте изображена фигура, стоящую возле колонны. Типичное представление для колод северо-восточной Италии. | Сила             | XI               |
| 8                  | 8              | Справедливость  | | Справедливость   | VIII             |
| 7                  | 7              | Добродетель     | | Умеренность      | XIV              |
| 6                  | 6              | Колесница       | | Колесница        | VII              |
| 5                  | 5              | Любовь          | Вместе с влюблённой парой на карте изображён Купидон. | Влюблённые       | VI               |
| 1=4                | —              | Мавры (4 карты) | С XX века изображаются со светлым цветом кожи, а две из четырёх фигур Мавров выполняются абсолютно одинаковыми.                                                                                                   | Верховный Жрец   | V                |
| 1=4                | —              | Мавры (4 карты) | С XX века изображаются со светлым цветом кожи, а две из четырёх фигур Мавров выполняются абсолютно одинаковыми.                                                                                                   | Император        | IV               |
| 1=4                | —              | Мавры (4 карты) | С XX века изображаются со светлым цветом кожи, а две из четырёх фигур Мавров выполняются абсолютно одинаковыми.                                                                                                   | Императрица      | III              |
| 1=4                | —              | Мавры (4 карты) | С XX века изображаются со светлым цветом кожи, а две из четырёх фигур Мавров выполняются абсолютно одинаковыми.                                                                                                   | Верховная Жрица  | II               |
| 0                  | —              | Маг             | | Маг              | I                |

## Хронология

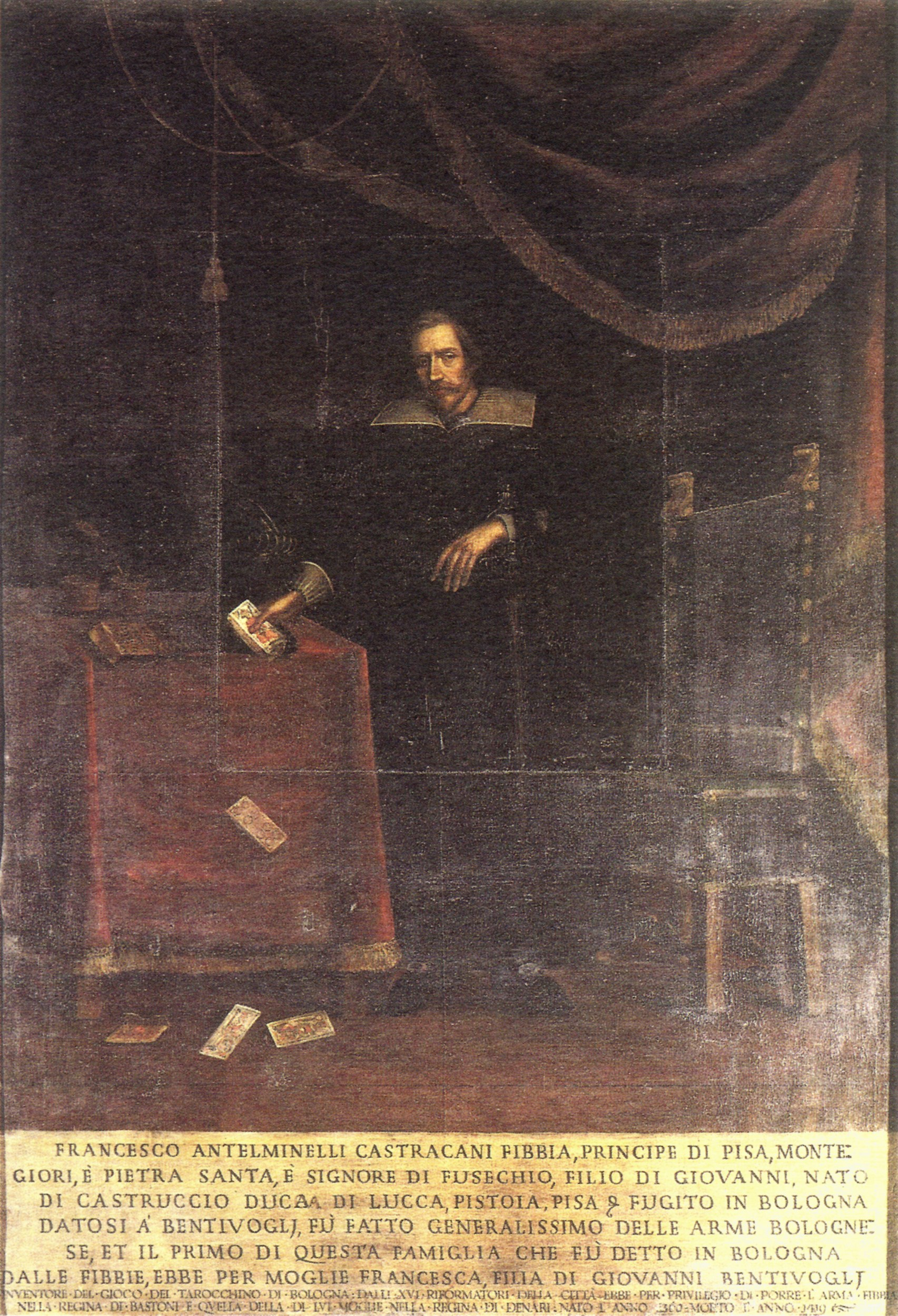
Болонское таро на портрете XVII века

Болонское таро считается одним из наиболее старых вариантов колоды Таро, использующихся по сей день. До наших дней полностью сохранились две одинаковые колоды, датируемые концом XV века. Обе в настоящее время находятся в Париже: одна в коллекции Эдмона де Ротшильда в Лувре, другая — в Национальной высшей школе изящных искусств.
В XVII веке некоторое время существовал вариант колоды, в которой младшими фигурными картами вместо пажей были женские персонажи — служанки. Однако данная модификация не прижилась.
Наиболее ранняя из дошедших до наших дней попытка кодифицировать гадание на картах Таро представлена именно в болонском источнике, датированном 1700 годом. В отличие от других традиций таромантии, в Болонье использовались такие же карты, как для игры в тароккини, а прорицатели не распространяли легенды о мистическом происхождении колоды.
В XVIII веке колода претерпела несколько существенных изменений:
- Все карты стали выполняться двусторонними для удобства игроков.
- Четыре ранее использовавшихся традиционных козыря (Папесса, Императрица, Император и Папа) были заменены четырьмя Маврами одинакового достоинства.
- На козырях достоинством от 5 до 16 появились индексы.